# Löneslaveri

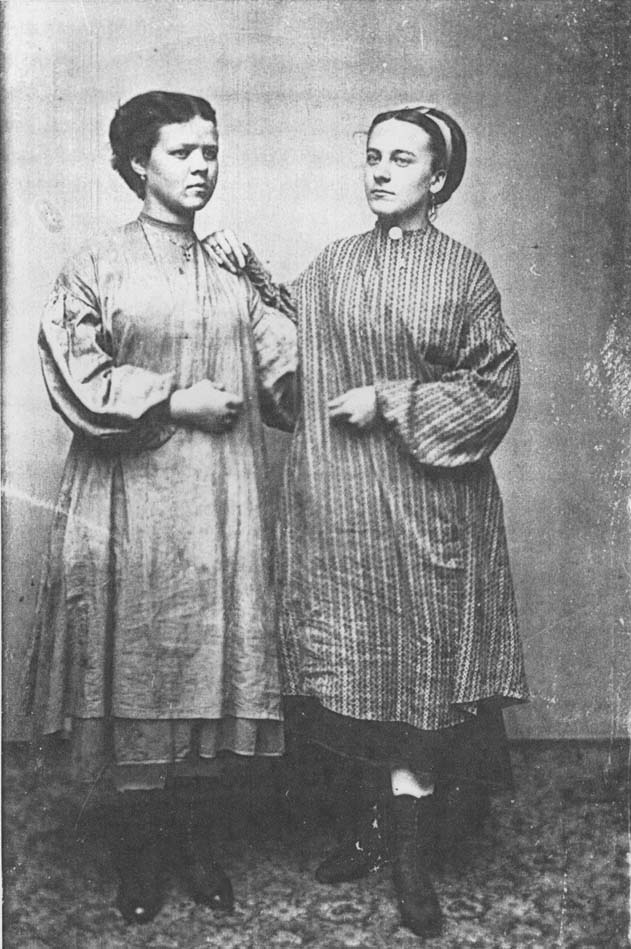
Kvinnliga arbetare i Lowell, Massachusetts, USA, var på 1800-talet möjligen de första med att använda sig av begreppet "löneslaveri".

Löneslaveri är ett kritiskt begrepp som beskriver en situation där arbetare är beroende av sin lön för sin överlevnad, men där deras arbetsförhållanden och löner är så dåliga att de inte kan uppnå ekonomisk frihet eller välbefinnande. Begreppet har sitt ursprung i marxistisk och socialistisk teori och används ofta för att kritisera kapitalistiska system där arbetare anses vara utnyttjade och/eller förtryckta av kapitalister. 
Begreppet drar paralleller mellan slaveri och lönearbete, eller mellan slaveri och vissa former av lönearbete. Tidiga filosofer såsom Cicero och Aristoteles reflekterade över likheter mellan slaveri och lönearbete. Under 1800-talet utvecklade socialistiskt och anarkistiskt inriktade filosofer som Proudhon och Marx dessa tankegångar.